# Mobin Tongzumiaozuxiang
Mobin Tongzumiaozuxiang är en ort i Kina. Den ligger i provinsen Hunan, i den södra delen av landet, omkring 360 kilometer väster om provinshuvudstaden Changsha. Antalet invånare är 910.
Runt Mobin Tongzumiaozuxiang är det ganska tätbefolkat, med 155 invånare per kvadratkilometer. Närmaste större samhälle är Tuokou, 9,5 km nordost om Mobin Tongzumiaozuxiang. I omgivningarna runt Mobin Tongzumiaozuxiang växer i huvudsak blandskog.
Genomsnittlig årsnederbörd är 1 725 millimeter. Den regnigaste månaden är maj, med i genomsnitt 282 mm nederbörd, och den torraste är december, med 52 mm nederbörd.